# Nkinga referral hospital
Nkinga referral hospital (swahili: Hospitali ya rufaa ya Nkinga), tidigare Nkinga mission hospital, är ett missionssjukhus i byn Nkinga i distriktet Igunga i regionen Tabora i Tanzania, som drivs av Free Pentecostal Churches of Tanzania.
Nkinga är sedan 2015 ett regionalt remitteringssjukhus med ett stort upptagningsområde. Det har en kapacitet på 260 bäddar och avdelningar för medicin, kirurgi, barnsjukvård och förlossningar samt en öppenvårdsmottagning. I anslutning till sjukhuset bedrivs en treårig sjuksköterskeutbildning och laboratorieutbildning. 

## Historik
År 1935 valde det unga, svenska missionärsparet Ester och Erland Jonsson från missionsstationen i Nzega en plats 50 kilometer sydost därom för att grunda en missionsstation inom kungadömet Nyawas område. De uppförde bland annat en öppenvårdsklinik i soltorkat tegel, där Ester Jonsson behandlade patienter med stöd av en läkare på sjukhuset i Nzega.
Från årsskiftet 1946/1947 arbetade en utbildad sjuksköterska eller undersköterska vid kliniken, som då också hade tillbyggts med en förlossningsavdelning. År 1961 invigdes ett sjukhus med 80 vårdplatser, som då hade två läkare som sänts ut av Filadelfiaförsamlingen i Stockholm. 
Från 1973 byggdes en sjuksköterskeskola upp med bidrag från den svenska biståndsmyndigheten SIDA. Sjukhuset tillbyggdes 1977 till 133 sängplatser.